# Corbin Allred
Pour les articles homonymes, voir Corbin et Allred.
 (septembre 2010).
Améliorez-le ou discutez des points à vérifier. 
 (janvier 2012).
Si vous disposez d'ouvrages ou d'articles de référence ou si vous connaissez des sites web de qualité traitant du thème abordé ici, merci de compléter l'article en donnant les références utiles à sa vérifiabilité et en les liant à la section « Notes et références ».
Corbin Michael Allred est un acteur américain né le 25 mai 1979 dans la ville américaine de Salt Lake City, dans l’Utah.

## Rôle dansSaints and Soldiers
Il joue le rôle du caporal Nathan "Deacon" Greer dans le film Saints and Soldiers de Ryan Little. Ce film de guerre montre le massacre de Malmédy par l’armée allemande durant la bataille des Ardennes en décembre 1944 où une centaine de soldats américains se retrouvent prisonniers. Greer arrive à s’échapper ainsi que le sergeant Gordon Gunderson et le médecin Steven Gould. Un peu plus tard ces trois hommes retrouvent Shirley "Shirl" Kendrick et ils doivent survivre sans armes ni nourriture. Plus tard le britannique Oberon Winley dont l'avion s'est écrasé doit transmettre un message de renseignements de la plus haute importance dont lui seul est en possession. Il doit le communiquer avant que la Wehrmacht ne passe la Meuse et ne prenne Liège car cela sauverait la vie de nombreux hommes.